# Laurence Fishburne
Laurence John Fishburne III, (Augusta, 30 de Julho de 1961) é um ator e produtor estadunidense, indicado ao Oscar de melhor ator pelo filme What's Love Got to Do with It. De 2008 a 2011, integrou o elenco fixo da série CSI: Crime Scene Investigation como o perito criminal Ray Langston, e na aclamada série Hannibal como o agente do FBI Jack Crawford. No cinema seu papel de maior destaque foi o personagem Morpheus na trilogia Matrix. É também conhecido pelo seu papel em Stargate Atlantis.

## Filmografia
- 2024 - Transformers One[2]
- 2023 - John Wick 4
- 2019 - Running with the Devil
- 2019 - Where'd You Go, Bernadette
- 2019 - John Wick: Chapter 3
- 2018 - The Mule
- 2018 - Homem-Formiga e a Vespa
- 2017 - John Wick: Chapter 2
- 2017 - Madiba
- 2016 - Passengers[3]
- 2016 - Batman v Superman: Dawn of Justice
- 2014 - The Signal
- 2013 - Man of Steel
- 2013 - Hannibal
- 2013 - The Colony
- 2011 - Have a Little Faith
- 2011 - Contágio
- 2010 - Predators
- 2010 - Armored
- 2009 - Onze Minutos
- 2008 - 2011 CSI: Crime Scene Investigation - temporadas 9, 10 e 11
- 2008 - Quebrando a Banca
- 2008 - Torturado
- 2008 - Quarteto Fantástico e o Surfista Prateado (voz)
- 2007 - The Death and Life of Bobby Z
- 2007 - Teenage Mutant Ninja Turtles (As Tartarugas Ninja - O Retorno, no Brasil).
- 2006 - O Jogo da Morte
- 2006 - Missão Impossível 3
- 2006 - Akeelah and the Bee (Prova de Fogo, no Brasil).
- 2005 - Assalto à 13ª Esquadra (pt)
- 2004- Stargate Atlantis  (pt)
- 2003 - Matrix Revolutions (pt)
- 2003 - Matrix Reloaded (pt)
- 2003 - Corridas Clandestinas (br)
- 2001 - Osmosis Jones
- 2000 - Once in the Life
- 2000 - Michael Jordan to the Max
- 1999 - Matrix (pt)
- 1998 - Always Outnumbered (Garantia de vida)
- 1997 - Os Reis do Submundo (pt)
- 1997 - O Enigma do Horizonte (br)
- 1996 - Fled
- 1995 - Causa Justa (pt)
- 1995 - Otelo (pt)
- 1995 - Más Companhias (pt)
- 1995 - Higher Learning
- 1995 - The Tuskegee Airmen[4]
- 1993 - Searching for Bobby Fischer
- 1993 - Tina
- 1992 - Deep Cover
- 1991 - Hearts of Darkness: A Filmmaker's Apocalypse
- 1991 - Os Donos da Rua (br)
- 1991 - Class Action
- 1991 - Cadence
- 1990 - King of New York
- 1988 - Inferno Vermelho (pt)
- 1988 - School Daze
- 1987 - Gardens of Stone
- 1987 - A Hora do Pesadelo: Os Guerreiros dos Sonhos (br)
- 1986 - Miami Vice: episódio Walk-Alone
- 1986 - Band of the Hand
- 1986 - Quicksilver
- 1985 - A Cor Púrpura
- 1984 - The Cotton Club
- 1983 - O Selvagem da Motocicleta
- 1982 - Death Wish II
- 1979 - Apocalypse Now

## Prêmios
- 1997 - CableACE Award
- 1992 - Drama Desk Award
- 1992 - Emmy
- 1996 - Emmy
- 1996 - Emmy
- 2000 - MTV Movie Award
- 1996 - NAACP Image Award
- 1997 - NAACP Image Award
- 1996 - NAACP Image Award
- 1997 - NAACP Image Award
- 1992 - Theatre World Award
- 1992 - Tony